# Dimmi quando (album Ricchi e Poveri)
Dimmi quando è un album in studio del gruppo musicale italiano dei Ricchi e Poveri, pubblicato nel 1985 dall'etichetta Baby Records.

## Descrizione
Nel disco sono contenuti tre pezzi nuovi, due già incisi su album precedenti e sette cover di note canzoni d'autore della musica italiana. Gli inediti sono Se m'innamoro, con il quale il trio vince il Festival di Sanremo 1985; Dimmi quando, che intitola l'album, esce come singolo a ridosso della loro partecipazione alla gara televisiva di Canale 5 Premiatissima; e Mami mami. A questi si aggiungono due ballate romantiche che hanno riscosso grande successo negli anni appena trascorsi: Come vorrei, incisa sull'LP E penso a te e uscita come singolo nel 1981, e Cosa sei, contenuta nell'LP Voulez vous danser e uscita come singolo nel 1983. Il resto dell'album consiste nella rivisitazione di brani di musica leggera: Buonanotte fiorellino di Francesco De Gregori, L'anno che verrà di Lucio Dalla, La luce dell'est di Lucio Battisti, Samarcanda di Roberto Vecchioni, Scende la pioggia cantata da Gianni Morandi, il cavallo di battaglia di Adriano Celentano Azzurro e, infine, Casa mia, portata al successo dagli Equipe 84.
Da annotare la partecipazione al citato programma TV del sabato sera, Premiatissima, nel quale interpretano proprio questi classici del cantautorato italiano. Alla finale della trasmissione vengono decretati vincitori dell'edizione. A questo premio e alla vittoria di Sanremo, si aggiungono i Telegatti d'argento, un disco di platino, e il premio Medien per il maggior numero di dischi venduti in Francia.
Le tracce di questo album vengono arrangiate da Fio Zanotti.
I tre pezzi inediti vengono scritti dal duo Minellono-Farina (per la composizione del brano Mami mami interviene anche l'autore Michael Hofmann).

## Tracce
Lato A
1. Dimmi quando (Minellono/Farina) 3.29
2. Buonanotte fiorellino (De Gregori) 3.01
3. L'anno che verrà (Dalla) 4.05
4. Scende la pioggia (Migliacci/The Turtles) 3.44
5. Come vorrei (Minellono/Farina) 2.56
6. Se m'innamoro (Minellono/Farina) 3.28

Lato B
1. Samarcanda (Vecchioni) 3.24
2. La luce dell'est (Mogol/Battisti) 4.02
3. Azzurro (Pallavicini/Conte/Virano) 3.25
4. Casa mia (Soffici/Albertelli) 3.30
5. Cosa sei (Minellono/Farina) 3.18
6. Mami mami (Minellono/Hofmann/Farina) 3.48

## Singoli
- Se m'innamoro/Mami mami (Baby Records, BR 50333) - Italia, 1985
- Dimmi quando/Vento caldo (Baby Records, BR 50352) - Italia, 1985
- Si me enamoro/Mami mami (Baby Records) - Spagna, 1985

## Classifica
| Paese  | Posizione |
| ------ | --------- |
| Italia | 25        |

## Formazione
Musicisti
- Ricchi e Poveri (Angela Brambati, Angelo Sotgiu, Franco Gatti): voci
- Fio Zanotti: arrangiamenti e direzione musicale

Produzione
- Registrazione presso "Moon Studios", Milano
- Baby Records: produzione
- Franco Zorzi: mixaggio
- Universal Music Italia: edizioni musicali
- Televis: edizioni musicali
- Televis/Allione: edizioni musicali

## Dettagli pubblicazione
| Paese  | Data | Etichetta    | Formato | Nº Catalogo |
| ------ | ---- | ------------ | ------- | ----------- |
| Italia | 1985 | Baby Records | 33 giri | BR 56097    |

- Pubblicazione & Copyright: 1985 - Baby Records, Via Timavo, 34 - Milano.
- Distribuzione: CGD - Messaggerie Musicali S.p.A. - Milano.